# Луковка (приток Яни)
Помимо этого, в р. Яню слева у дер. Берёзно впадает ручей с таким же (неофициальным) названием — Луковка, берущим начало из оз. Луковка.
Луковка — река в России, протекает по Лядской волости Плюсского района Псковской области. Берёт начало из небольшого озера Луковское. На берегу реки населённых пунктов нет, в среднем течении протекает по урочищу (бывшей деревне) Луково. Устье реки находится в 43 км от устья реки Яня (рядом с устьем правого притока Яни — реки Верешни) по левому берегу. Длина реки — 12 км

## Исторические сведения
Впервые эта река упоминается в писцовой книге 1571 года в названии опустевшего починка.

«Дер.починок Задворье за рекой за Яней и за Лукой, пол-3 обжи, пашни 3 четверти в поле, а в дву по тому-ж, сена 5 копен, из хлеба четверть, лесу пашенного и непашенного на 2 версты в длину и поперек то-ж, а угодья нет.»
— [РГАДА, Ф.137, Оп. 1, Новгород, № 8, л. 182] текст приведён по редакции: «Новгородские писцовые книги, изданные императорской Археографической комиссией», т. 5, СПб, 1905 г., ред. С. К. Богоявленский.

## Данные водного реестра
По данным государственного водного реестра России относится к Балтийскому бассейновому округу, водохозяйственный участок реки — Нарва. Относится к речному бассейну реки Нарва (российская часть бассейна).
Код объекта в государственном водном реестре — 01030000412102000027113.